# شاکه (نام شناسی)
شاکه (به ارمنی: Շաքէ) از نامهایی است که در میان ارمنی‌ها رواج دارد.
شاکه از اسامی زنانه رایج در میان ارامنه است ،ریشه لغت می‌تواند آرامی ،اکدی باشد  به زبان اکدی و زبان آرامی (ܫܵܩܹܐ:Assyrian Neo-Aramaic) به معنای پیاله،حمل کننده پیاله می‌باشد .
آبشاری به ارتفاع ۱۸ متر به همین نام در منطقه سیونیک ارمنستان موجود است. 
این نام در میان اسامی دخترانه ارمنی‌ها مرسوم  است.